# Конобеево (платформа)
Конобе́ево — остановочный пункт на Рязанском направлении Московской железной дороги, расположен в селе Конобеево Воскресенского района Московской области.
Станция открыта в 1862 году, действовала как товарная с 1869 года.
За станцией со стороны Голутвина (от Москвы) от 2 пути было ответвление в тупик, из которого подавалась электричка Конобеево — Москва. После 1996 года её маршрут был продлён до пл. 88 км, а пути разобраны. В окрестностях платформы сохранилось здание поста электрической централизации.

## Инфраструктура
Турникетами платформа не оборудована. Время движения до Москвы — от 1 часа 10 минут до 1 часа 50 минут в зависимости от количества остановок. Останавливаются все пригородные поезда и экспресс «Москва—Голутвин» (три раза в день в сторону Москвы и четыре раза — в сторону Голутвина).
Пассажирский поток состоит из жителей села Конобеева, села Барановского, посёлка им. Цюрупы, большого числа крупных деревень и огромного числа дачных массивов.
Касса и павильон располагаются на платформе № 2 (на Москву). Постройки выполнены по типовому проекту.